# 劉侃 (延平府知府)
刘侃，嘉善人，明朝政治人物。监生出身。
刘侃曾于成化九年(1473年)接替盛颙任延平府知府一职，成化年间由王范接任。